# Moulines (Manche)
Moulines település Franciaországban, Manche megyében. Lakosainak száma 281 fő (2022. január 1.). Moulines Lapenty, Les Loges-Marchis, Savigny-le-Vieux, Buais-les-Monts és Saint-Hilaire-du-Harcouët községekkel határos.

## Népesség
A település népességének változása:
| Lakosok száma | 298  | 290  | 302  | 301  | 298  | 296  | 291  | 285  | 282  | 281  |
|               | 1968 | 1982 | 1990 | 2006 | 2013 | 2015 | 2017 | 2019 | 2020 | 2022 |